# Юганець
Юганець (рос. Юганец) — робітниче селище в Володарському районі Нижньогородської області Російської Федерації.
Населення становить 2685 осіб. Входить до складу муніципального утворення робітниче селище Юганець.

## Історія
Від 2009 року входить до складу муніципального утворення робітниче селище Юганець.

## Населення
| 1959  | 1970  | 1979  | 1989  | 1999  | 2002  | 2008  |
| ----- | ----- | ----- | ----- | ----- | ----- | ----- |
| 4008  | ↗4347 | ↗4447 | ↘3494 | ↘3300 | ↘3042 | ↘2816 |
| 2009  | 2010  | 2011  | 2012  | 2013  | 2014  | 2015  |
| ↘2778 | ↗2923 | ↘2916 | ↘2889 | ↘2831 | ↘2805 | ↘2751 |
| 2016  | 2017  |       |       |       |       |       |
| ↘2721 | ↗2735 |       |       |       |       |       |